# Gofraid de Lochlainn
Gofraid de Lochlainn en vieux-norrois Guðrøðr était un roi du royaume de Man et des îles qui régna probablement de 849 à 873. Peu de choses sont connues à son sujet. Il succéda à un roi inconnu et sera remplacé par Ímar.

## Contexte
Selon les sagas réutilisées dans le texte des Annales fragmentaires d'Irlande : Godfraid état un roi de Lochlann  et le père par une épouse inconnue de trois enfants célèbres : Amlaib Conung, Ímar et Auisle. Amlaib aurait voyagé depuis l'Irlande vers 871 pour l'aider contre ses sujets révoltés. Il serait mort en 873 d'une terrible maladie mais selon Clare Downham aucun de ces détails ne peuvent être corroborés par d'autres sources 